# Alcoroches
Alcoroches település Spanyolországban, Guadalajara tartományban. Alcoroches Alustante, Checa, Orea, Piqueras és Traíd községekkel határos. Lakosainak száma 127 fő (2024).

## Népesség
A település lakosságának változását az alábbi diagram mutatja:
| Lakosok száma | 182  | 167  | 164  | 169  | 166  | 141  | 138  | 126  | 128  | 127  |
|               | 2001 | 2004 | 2006 | 2009 | 2011 | 2014 | 2016 | 2019 | 2021 | 2024 |